# Отношения Португалии и Сан-Томе и Принсипи
Отношения Португалии и Сан-Томе и Принсипи — двусторонние дипломатические отношения между Португалией и Сан-Томе и Принсипи.

## История
Сан-Томе и Принсипи были частью Португальской империи с 1490-х годов до 1975 года, а затем стали независимым государством. В 2009 году Португалия была крупнейшим поставщиком на Сан-Томе и Принсипи, поставив около 59 % товаров от общего объёма импорта этой страны. Португалия была четвертым по величине импортером товаров из Сан-Томе и Принсипи, что составляет примерно 4,3 % от общей объёма экспорта.
В январе 2011 года министр иностранных дел Португалии Луиш Амаду осуществил двухдневный государственный визит на Сан-Томе и Принсипи. Стороны подписали несколько соглашений, которые способствовали расширению двусторонней торговли, включая отмену двойного налогообложения. Министр иностранных дел Португалии назвал отношения между странами замечательными.
Как и в случае с Кабо-Верде, в 2009 году Португалия подписала соглашение с Сан-Томе и Принсипи, привязав курс евро к национальной валюте добра. Обменный курс был установлен на уровне 1 евро = 24500 добра.